# اچ‌ام‌اس رانی (دی۳)
اچ‌ام‌اس رانی (دی۳) (به انگلیسی: HMS Ranee (D03)) یک کشتی بود که طول آن ۴۹۵ فوت ۸ اینچ (۱۵۱٫۰۸ متر) بود. این کشتی در سال ۱۹۴۳ ساخته شد.